# Río Magasca
El río Magasca es un curso de agua del interior de la península ibérica, afluente del Tamuja. Discurre por la provincia española de Cáceres.

## Descripción
El río nace en el partido judicial de Trujillo, en una zona de dehesas. Tras fluir en dirección este-oeste, termina cediendo sus aguas al río Tamuja. no sin antes haber aceptado el caudal del arroyo Magasquilla. Pertenece a la cuenca hidrográfica del Tajo. Aparece descrito en el decimoprimer volumen del Diccionario geográfico-estadístico-histórico de España y sus posesiones de Ultramar de Pascual Madoz de la siguiente manera:

MAGASCA: r. en la prov. de Cáceres, part. jud. de Trujillo: nace en la deh. de Palacio-blanco y Cuestas de la Madroñera; corre en direccion oblicua de E. á O., dando un medio círculo al berrocal de Trujillo, y desagua en el Tasnujo por bajo del Castrejon en la deh. Moheda de Marta á las 4 leg. de su origen: tiene 5 puentes, uno en el camino desde Trujillo á las viñas de San Clemente, dist. 1 1/2 leg. al E. de la c.; otro en el camino real de Badajoz, al S. y 1 leg. de la misma; otro en el camino que va á la Cumbre al SO. y á igual dist.: otro en el camino de Cáceres, y el último en el camino de Marta, á igual dist. que los anteriores: da movimiento á muchos molinos que surten de harina á Trujillo y pueblos inmediatos, y pierde su corriente en el verano.
Madoz, 1848, p. 17)